# Iván Pérez Muñoz
Iván Pérez Muñoz (Madrid, 29 gennaio 1976) è un ex calciatore spagnolo, di ruolo attaccante.
È il fratello minore di Alfonso Pérez Muñoz, anch'egli attaccante del Real Madrid, del Betis Siviglia e della nazionale spagnola.
Fu l'autore del gol vittoria per la Spagna nella finale del Campionato europeo Under-21 del 1998.

## Palmarès

### Club
- Campionato spagnolo: 1

Deportivo: 1999-2000
- Supercoppa di Spagna: 1

Deportivo: 2000
- Campionato francese: 1

Bordeaux: 1998-1999

### Nazionale
- Campionato d'Europa Under-21: 1

1998